# Pearl Primus
Pearl Primus (Puerto España, Trinidad y Tobago, Indias Occidentales Británicas, 29 de noviembre de 1919 - New Rochelle, Estados Unidos, 29 de octubre de 1994) fue una bailarina, coreógrafa y antropóloga trinitense. Promovió la danza africana como una forma de arte digna de estudio y actuación, en reacción contra el arquetipo occidental sobre el salvajismo africano.

## Biografía
Llegó a la ciudad de Nueva York cuando tenía dos años al mudarse su familia a Norteamérica, allí estudió en el Hunter College logrando destacarse como una atleta extraordinaria. Hizo su debut en la danza con el New Dance Group en 1942, siendo la primera integrante negra en esa organización.
Obtuvo un doctorado en la Universidad de Columbia y a raíz de sus investigaciones antropológicas en museos, bibliotecas y literatura especializada en África y el Caribe, se inspiró para coreografiar obras suyas como African Ceremonial de 1943, su debut, y The Wedding de 1961.
Desde abril de 1943 actuó en el prestigioso club nocturno Cafe Society Downtown durante diez meses y en junio del mismo año en el Madison Square Garden ante una audiencia de 20.000 personas. Coreografió la obra basada en el poema de Langston Hughes The Negro Speaks of Rivers representada en 1944 en Broadway. En verano de ese año, visitó el Profundo Sur para estudiar la cultura y los bailes de los afroamericanos. Visitó más de setenta iglesias y recogió algodón con los aparceros.
Ejerció como profesora en el New Dance Group y estudió a su vez con Martha Graham, Charles Weidman, Ismay Andrews y Asadata Dafora. Este último inició un movimiento de orgullo por la cultura de sus ancestros africanos que influyó en Primus aunque ella nunca lo admitió. En diciembre de 1943 apareció en el Festival de Danza Africana organizado por Dafora en el Carnegie Hall ante Eleanor Roosevelt.
Después de exitosos espectáculos teatrales y conciertos, organizó su propia compañía de danza moderna africana y recorrió el país actuando en las universidades. En 1948 en la Fisk University, el presidente de la junta directiva, impresionado, le preguntó cuándo había visitado África por última vez, y ella le contestó que nunca lo había hecho. Recibió una beca con la que realizó una gira de investigación de dieciocho meses por Costa de Oro (futura Ghana), Angola, Camerún, Liberia, Senegal y el Congo Belga. Fue muy bien aceptada por las comunidades negroafricanas, que la consideraron la reencarnación de una bailarina africana, y los oni y la gente de Ife en Nigeria la iniciaron en sus rituales secretos.
Recibió un doctorado de antropología por la universidad de Nueva York en 1978, y en 1979 ella y su esposo fundaron el Dance Language Institute Pearl Primus en New Rochelle, estado de Nueva York. Como educadora y artista, Primus enseñó durante décadas en numerosas universidades estadounidenses y actuó en institutos. Como antropóloga, dirigió proyectos culturales en Europa, África y América para organizaciones como la Fundación Ford, la Oficina de Educación de Estados Unidos, la Universidad de Nueva York o el Consejo de Artes de Rochester. Su investigación en África fue crucial para el conocimiento del baile tradicional y recogió danzas ancestrales antes de que se perdieran bajo el progreso y la modernización. De 1959 a 1962 en un centro de artes escénicas que abrieron en Liberia el matrimonio Primus también enseñó a artistas locales como hacer sus danzas más entretenidas y aceptables para el mundo occidental, y apoyaron y organizaron proyectos entre Senegal, Gambia, Guinea y los Estados Unidos para atraer el turismo occidental a aquellos países africanos.
Primus se casó con el bailarín y coreógrafo Percival Borde en 1954, tuvieron un hijo, Onwin Borde, y su unión personal y colaboración profesional duró hasta su muerte en 1979. Pearl Primus murió de diabetes en su casa de New Rochelle, Nueva York, el 29 de octubre de 1994. En 1991 el presidente George H. W. Bush le había otorgado la Medalla Nacional de las Artes, el último de una larga serie de galardones por su contribución al estudio y difusión de la danza africana.